# 麥墨瑞
麥墨瑞，AO（英語：、1947年2月5日—），澳大利亞前外交官，歷任駐日大使、駐新加坡高級專員（相當於大使）、駐上海總領事等職。

## 簡歷
- 1970年：加入外交部[1]
- 1971年－1973年：駐香港專員公署三等秘書、二等秘書
- 1979年－1983年：駐華大使館參贊
- 1983年－1986年：駐美國大使館政務參贊
- 1986年－1987年：外交貿易部菲緬泰科（Philippines, Burma, Thailand Section）科長
- 1987年－1992年：駐上海總領事[1]
- 1992年－1996年：外交貿易部東亞處（East Asia Branch）處長[2][3]
- 1997年－2001年：駐新加坡高級專員[4]
- 2001年－2004年：外交貿易部北亞司（North Asia Division）司長[3]
- 2004年－2011年：駐日本大使[5]
- 2012年：退休[5]